# Domi & JD Beck
«Domi & JD Beck» (рус. Доми и Джей Ди Бек) — джазовый дуэт Доми Луна (Domi Louna), урожд. Домити́ль Дега́ль (Domitille Degalle), родом из Франции, клавишные инструменты, и Джеймса Денни́з Бека (James Dennis Beck) из Техаса, США, именуемого JD Beck, ударные. Дуэт выпустил свой первый сингл Smile и дебютный альбом Not Tight в 2022 году, и тогда же был выдвинут на Grammy Award в номинациях Best New Artist и Best Contemporary Instrumental Album за альбом Not Tight. Ряд музыкальных критиков отзывается о них как об одарённых музыкальных вундеркиндах.

## Творческая биография
Издание Dallas Observer сообщает, что Доми Луна с трёх лет училась игре на фортепиано, органе, различных клавишных и ударных инструментах. В возрасте пяти лет она была зачислена в консерваторию Нанси для изучения джаза и классической музыки, затем училась в Парижской консерватории музыки и танца, и, после переезда в Соединенные Штаты, в Музыкальном колледже Беркли в Бостоне, штат Массачусетс.
JD Beck вырос на ферме недалеко от Далласа, штат Техас. Он начал пробовать играть на фортепиано в возрасте пяти лет, затем в 9 лет переключился на ударные инструменты. Начиная с 10 лет он выступал на небольших концертах и повышал мастерство под руководством Cleon Edwards (из группы Эрики Баду), Роберта Сирайта (Robert «Sput» Searight) и соул-музыканта Йона Бапа. Его стремительный взлёт в профессиональной среде был замечен одной из мировых ведущих компаний ударных инструментов Zildjian, пригласившей его на студийную запись в составе большого джазового коллектива известных профессионалов.
Domi и JD Beck впервые встретились на шоу Национальной ассоциации музыкальных продавцов (NAMM) в 2018 году, когда ей было 15 лет, ему — 14, поддерживали некоторое время контакты, и снова встретились через месяц на вечеринке по случаю дня рождения Эрики Баду. Затем они начали играть и записывать музыку вместе, выкладывая свои эксперименты в YouTube. В 2019 году они появились в качестве бэк-музыкантов у таких групп, как Thundercat и Андерсон Пак, и гастролировали с прогрессивной рок-группой Chon. В ноябре 2020 года они выступили вживую вместе с Thundercat и Арианой Гранде на фестивале Virtual Adult Swim, исполнив песню Thundercat «Them Changes». В 2021 году Доми и Джей Ди Бек совместно написали песню «Skate» для группы the Anderson — совместная работа Андерсона Паака и Бруно Марса, Silk Sonic.
Их видео были замечены многими известными джазовыми и хип-хоп музыкантами, как Андерсон Пак, Louis Cole и Thundercat, с которыми дуэт начал работать в нескольких музыкальных проектах и выступлениях. Музыкальный продюсер, композитор и джазовый аранжировщик Adi Yeshaya подробно разбирает манеру игры Доми, её систему построения аккордов, и специфическую ритмику Джей Ди, в которой он узнал оригинальное звучание квартета Стэнли Гетца 1967 года и джазового пианиста Чика Кориа.

## Стиль
Доми:
«Я понятия не имею, какую музыку мы делаем. Я не думаю о категориях, когда мы создаем или играем, потому что я считаю, что это нас ограничивает, хотя я часто говорю, что мы играем "мягкую японскую самбу с низкой точностью"...»

Джей Ди Бек: 
«Я просто хочу сделать что-то новое. Я не хочу, чтобы люди ассоциировали нас с каким-либо жанром, потому что мы хотим просто быть собой»

## Дискография

### Альбомы
- Not Tight (2022) — отметился несколько раз в десятке Лучшие альбомы современного джаза журнала Billboard[11] (англ.).

### Синглы
| Название                 | Длительность звучания |
| ------------------------ | --------------------- |
| * PiLOT (2022)           | 3:23                  |
| * SMiLE (2022)           | 4:44                  |
| * TAKE A CHANCE          | 5:34                  |
| * NOT TiGHT              | 4:09                  |
| * MOON                   | 4:32                  |
| * TWO SHRiMPS            | 3:06                  |
| * WHATUP                 | 2:29                  |
| * BOWLiNG                | 2:01                  |
| * LOUNA’S iNTRO          | 1:02                  |
| * U DON’T HAVE TO ROB ME | 2:42                  |

## Видеография
- Nord at NAMM 2020: DOMi & JD Beck
- Zildjian LIVE! — JD Beck (Featuring DOMi) (англ.)
- Nord Live Sessions: DOMi & JD Beck — Sniff
- NORD LIVE: DOMi & JD Beck — Jump
- DOMi & JD BECK: Tiny Desk Concert
- DOMi & JD BECK — SMiLE (Official Video)